# Sida leitaofilhoi
Sida leitaofilhoi är en malvaväxtart som beskrevs av Antonio Krapovickas. Sida leitaofilhoi ingår i släktet sammetsmalvor, och familjen malvaväxter. Inga underarter finns listade i Catalogue of Life.